# Kirche Gerwischkehmen
Bei der Kirche in Gerwischkehmen (der Ort hieß zwischen 1938 und 1946: Gerwen) handelt es sich um ein Bauwerk aus dem beginnenden 19. Jahrhundert, das bis 1945 evangelisches Gotteshaus für die Bevölkerung im einst ostpreußischen Kirchspiel des heute Priosjornoje genannten Ortes in der russischen Oblast Kaliningrad (Gebiet Königsberg (Preußen)).

## Geographische Lage
Das heutige Priosjornoje liegt neun Kilometer nordwestlich der Stadt Gussew (Gumbinnen) am Nordufer der Pissa. Durch den Ort verläuft eine Nebenstraße (27K-180), die Furmanowo (Stannaitschen, 1938 bis 1946 Zweilinden) über Krasnopolje (Pötschkehmen, 1938 bis 1946 Pötschwalde) mit der Stadt Tschernjachowsk (Insterburg) verbindet. Die nächste Bahnstation ist Gussew an der Bahnstrecke Kaliningrad–Nesterow (Königsberg–Stallupönen/Ebenrode), einem Teilstück der einstigen Preußischen Ostbahn, zur Weiterfahrt nach Moskau. 

## Kirchengebäude
Eine erste Kirche wurde in Gerwischkehmen bereits im Jahre 1730 erbaut. Es dürfte sich dabei um den gleichen Baustil wie bei der Kirche Mallwischken (1938 bis 1946: Mallwen) im Kirchenkreis Pillkallen (Schloßberg) und der Kirche Inse im Kirchenkreis Niederung/Elchniederung gehandelt haben: ein achteckiger hölzerner Zentralbau mit einem kleinen Turm in der Mitte des Daches. Die Baukosten wurden aus königlichen Mitteln beglichen. Dieses erste Kirchengebäude wurde baufällig und musste abgebrochen werden.
An ihrer statt wurde an derselben Stelle von 1803 bis 1805 ein neues Gebäude errichtet. Es handelte sich um einen verputzten Ziegelbau auf Feldsteinfundament ohne Turm mit auffällig hohen Fenstern und einem Walmdach. Die beiden Glocken, die bereits 1729 gegossen worden waren, konnten aus der alten Kirche übernommen werden und hingen im Dachstuhl der neuen Kirche. Der Innenraum war sehr schlicht gehalten. Er wurde von Emporen durchzogen und durch Säulenreihen gegliedert. Altar und Kanzel waren vereinigt. Eine Orgel wurde 1847 erworben.
Im Jahre 1933 erhielt die Kirche eine Warmluftheizung.
Das Kirchengebäude wurde im Zweiten Weltkrieg durch Artilleriebeschuss beschädigt. In den Folgejahren wurde die Bresche in der Ostwand vermauert und das Gebäude als Düngerlager zweckentfremdet. Die meisten Fenster sowie die Eingangsportale wurden zugemauert, und die West- und die Ostwand durchbrach man für Türöffnungen zur Durchfahrt von Kraftfahrzeugen. Im Jahre 1989 wurde die Sakristei abgerissen und das Dach der Kirche mit Asbestplatten gedeckt. Seit 1995 steht das Gebäude leer, an eine kirchliche Wiederbenutzung ist beim derzeitigen Bauzustand nicht zu denken.

## Kirchengemeinde
Die evangelische Kirchengemeinde in Gerwischkehmen wurde im Jahre 1730 gegründet. Sie unterstand königlichem Patronat und zählte im Jahre 1925 2.752 Gemeindeglieder, die in 14 Kirchspielorten wohnten. Aufgrund der zahlreichen Ansiedlung von Schweizern, Hessen und Pfälzern wie Salzburger Exulanten lebten hier viele Kirchenglieder evangelisch-reformierter Tradition, die zwar zur lutherisch orientierten Gemeinde in Gerwischkehmen gehörten, eher aber die Gottesdienste der reformierten Neustädtischen Kirche in Gumbinnen besuchten. Von 1733 bis 1746 waren für die Kirche in Gerwischkehmen noch Pfarrer der Gumbinner Altstädtischen Kirche zuständig, bevor ab 1746 hier eigene Geistliche tätig wurden.
Die Kirche Gerwischkehmen gehörte bis 1945 zum Kirchenkreis Gumbinnen in der Kirchenprovinz Ostpreußen der Kirche der Altpreußischen Union.

### Kirchspielorte
Zum Kirchspiel der Kirche Gerwischkehmen (1938 bis 1946: Kirche Gerwen) gehörten vor 1945 außer dem Pfarrort Gerwischkehmen noch die Orte, Ortschaften und Wohnplätze:
| Ortsname                             | Änderungsname 1938 bis 1946 | Russischer Name |  | Ortsname                   | Änderungsname 1938 bis 1946 | Russischer Name               |
| ------------------------------------ | --------------------------- | --------------- |  | -------------------------- | --------------------------- | ----------------------------- |
| Bibehlen                             | Falkenhausen                | Pokrowskoje     |  | Pötschkehmen               | ab 1934: Pötschwalde        | Krasnopolje                   |
| *Eszerningken 1936–38: Escherningken | Neupassau                   | Michailowo      |  | Sampowen                   | Sampau                      |                               |
| Freudenhoch                          |                             | Schtschepkino   |  | Schmulkehlen               | Neuenburg (Ostpr.)          |                               |
| *Groß Berschkurren                   | Großpreußenwald             | Schachowskoje   |  | Tzullkinnen, Oberförsterei | Tannsee                     |                               |
| *Kasenowsken                         | ab 1935: Tannsee            | Jelowoje        |  | *Wallehlischken            | Hagelsberg                  | Iwaschewka, jetzt: Michailowo |
| Klein Berschkurren                   | Kleinpreußenwald            | Bojewoje        |  | Wilhelmsberg               |                             |                               |
| Notz, Försterei                      |                             |                 |  | Wilpischen                 | Eichenfeld                  | Kaspijskoje                   |

### Pfarrer
An der Kirche Gerwischkehmen amtierten zwischen 1746 und 1945 22 evangelische Geistliche:
- Friedrich Wilhelm Haack, 1733–1734[9]
- Heinrich Ernst Rabe, 1734–1744[9]
- Christian Friedrich Stimer, 1746–1748
- Johann Friedrich Schwenner, 1748–1751
- Georg Wilhelm Gazali, 1752–1755
- Gottfried Ulrich, 1755–1808
- Johann Heinrich Anderson, 1789–1791
- Heinrich Ludwig Krieger, 1791–1793
- Johann Friedrich Hohlfeld, 1794–1806
- Heinrich Hübsch, 1806–1811
- Carl Fleischmann, 1812–1820
- Johann Christoph Schnettler, 1820–1824
- Christian Wilhelm Ulrich, 1825–1866
- Carl Wilhelm Schieritz, 1854–1856
- Carl Heinrich Eduard Wachhausen, 1857–1865
- Ludwig Schiller, 1866–1870[10]
- Traugott Eduard Ph. Kalinowski, 1871–1877
- Carl Jacob Unterberger, 1877–1878
- August Bernhard Paul Ammon, 1879–1886
- Hermann August Unterberger, 1886–1890
- Rudolf Leopold Julius Häber, 1890–1895
- Otto Julius Winkel, 1895–1897
- Max Rudolf Leopold Julius Kelch, 1897–1932
- Gerhard Schenk, 1932–1945

### Kirchenbücher
Von der Kirchenbüchern der Kirche Gerwischkehmen haben sich erhalten und werden in der Deutschen Zentralstelle für Genealogie in Leipzig aufbewahrt: 
- Taufen: 1746 bis 1874
- Trauungen: 1746 bis 1874
- Begräbnisse: 1746 bis 1874.